# Чжун Жун
Чжун Жун (*鍾嶸, 468 —518) — китайський письменник часів династії Ці періоду Північних та Південних династій.

## Життєпис
Походив із знатної родини. Народився в окрузі на території сучасної провінції Хенань. Отримав класичну освіту. Про життя та діяльність Чжун Жуна відомо замало. Він тривалий час займав посади нищого та середнього рівня, не намагався отримати значні посади у державі. Значну частину приділяв своїй творчості.

## Творчість
Чжун Жун є автором трактату «Категорії віршів» (513 рік). У теоретичному відношенні він менш цікавий, за охопленням матеріалу (тільки п'ятислівні вірші) більш вузький, але цінний тим, що являє собою рідкісний для старого Китаю різновид літературної думки — критику творчості окремих авторів. Чжун Жун розбирає творіння близько 120 поетів і виділяє у розвитку китайської поезії дві паралельні лінії: одна — йде від народних пісень «Шицзін», інша — від «Чуських строф». Усіх поетів за ступенем майстерності він ділить на «нижчу», «середню» і «вищу» категорії. Чжун Жун «не пише про живих», проте його трактат сповнений прихованої полеміки, бо він виступає проти загального захоплення вишуканою формою, бездумного прикрашення, за природність звучання вірша. Для Чжун Жуна головне — зміст. Він стверджує також ідею підтексту і недомовленості у творі, де «слова не вичерпують сенсу», настільки важливу для всієї китайської поезії в цілому.